# بالن‌های آزمایشگاهی

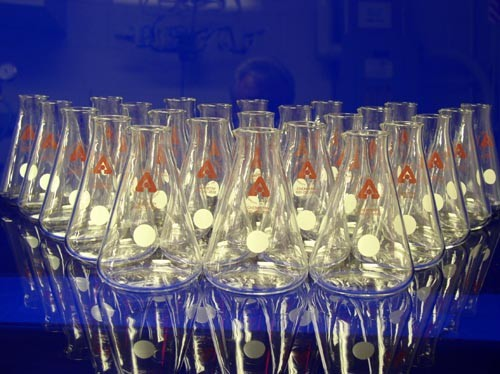
چند نمونه ارلن.

بالن‌های آزمایشگاهی(به انگلیسی: Laboratory flask) دسته‌ای از ابزارهای آزمایشگاهی هستند که به صورت شیشه ای یا پلاستیکی و در ابعاد مختلف ساخته می‌شوند.ارلن ، بالن ته گرد ، بالن اشلنک و بالن حجمی نمونه‌های شناخته شده‌ای از این ابزارها هستند.

## نگارخانه

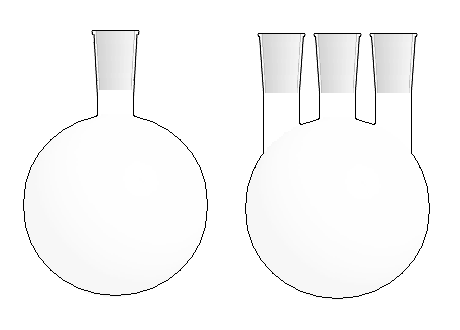
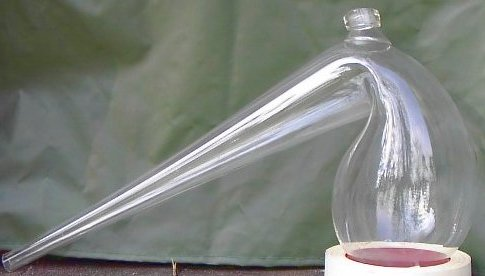
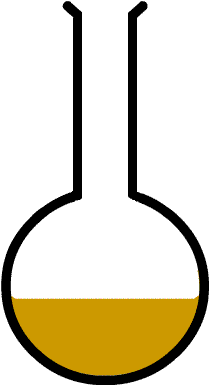
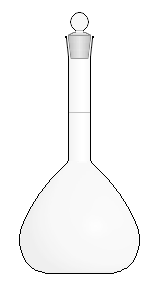